# Кахелашвили, Николоз
Николоз Кахелашвили (груз. ნიკოლოზ კახელაშვილი, род.14 ноября 1995 года) — грузинский борец греко-римского стиля, представляющий Италию. Призёр чемпионата Европы 2020 и 2021 годов. Чемпион мира 2015 года среди юниоров.

## Биография
Родился в 1995 году. Борьбой занимается с 2005 года. В 2015 году стал бронзовым призёром чемпионата Европы среди юниоров. В этом же году победил на юниорском чемпионате мира в весовой категории до 96 кг.
В 2018 году впервые в карьере принял участие во взрослом чемпионате мира и занял итоговое 27-е место.
В феврале 2020 года на чемпионате континента в итальянской столице, в весовой категории до 97 кг Николоз в схватке за чемпионский титул уступил спортсмену из Армении Артуру Алексаняну и завоевал серебряную медаль европейского первенства.
На чемпионате Европы по борьбе 2021 года, который проходил в Варшаве, итальянский спортсмен в весовой категории до 97 кг, сумел завоевать бронзовую медаль.